# Lipovac (Topola)
Pour les articles homonymes, voir Lipovac.
Lipovac (en serbe cyrillique : Липовац) est un village de Serbie situé dans la municipalité de Topola, district de Šumadija. Au recensement de 2011, il comptait 508 habitants.

## Démographie
| 1948 | 1953 | 1961 | 1971 | 1981 | 1991 | 2002 | 2011 |
| ---- | ---- | ---- | ---- | ---- | ---- | ---- | ---- |
| 744  | 736  | 736  | 646  | 603  | 558  | 558  | 508  |

|  |